# Imre Németh
Pour les articles homonymes, voir Németh.
Dans le nom hongrois Németh Imre, le nom de famille précède le prénom, mais cet article utilise l’ordre habituel en français Imre Németh, où le prénom précède le nom.
Imre Németh (né le 23 septembre 1917 à Kassa - mort le 18 août 1989 à Budapest) est un athlète hongrois, pratiquant le lancer du marteau.

## Biographie
En 1948, il devient champion olympique.
Il est le père de Miklós Németh, champion olympique en 1976 au lancer du javelot. 

## Palmarès
- Jeux olympiques d'été
  -  Médaille d'or aux Jeux olympiques d'été de 1948 de Londres